# غواصة يو بي-67
يو بي-67 غواصة ألمانية من فئة يو بي3 خدمت في البحرية الإمبراطورية الألمانية خلال الحرب العالمية الأولى. تم تكليفها في البحرية الإمبراطورية الألمانية في 23 أغسطس 1917 باسم يو بي-67.
  
خدمت في البحر الأبيض المتوسط كغواصة تدريب قبل تسليمها إلى البريطانيين في 24 نوفمبر 1918 وتفككت في سوانسي في عام 1922.